# Janine Pietsch
Janine Pietsch (Berlino, 30 giugno 1982) è una nuotatrice tedesca.

## Biografia
Ha partecipato ai 100m dorso ai Giochi olimpici di Atene 2004 risultando 23º
Fu detentrice di vari primati:
- Record mondiale dei 50m dorso in vasca lunga: 28"19 nuotato il 25 maggio 2005 a Berlino; primato superato quasi due anni dopo da Leila Vaziri;
- Record mondiale della 4x50m misti in vasca corta: 1'46"67 nuotato il 15 dicembre 2007 ai campionati europei di nuoto in vasca corta 2007 di Debrecen assieme a Janne Schaefer, Annika Mehlhorn e Britta Steffen.

## Palmarès
- Mondiali in vasca corta

Shanghai 2006: oro nei 50m dorso e nei 100m dorso.
- Europei

Budapest 2006: oro nei 50m dorso e bronzo nei 100m dorso.
- Europei in vasca corta

Anversa 2001: argento nella 4x50m misti, bronzo nella 4x50m sl, nei 50m dorso e nei 100m dorso.
Riesa 2002: argento nella 4x50m misti, bronzo nella 4x50m sl e nei 50m dorso.
Dublino 2003: argento nella 4x50m misti.
Vienna 2004: argento nella 4x50m sl e nella 4x50m misti.
Trieste 2005: argento nei 50 dorso e nella 4x50m misti e bronzo nei 100m dorso.
Helsinki 2006: oro nei 50m dorso e nella 4x50m misti.
Debrecen 2007: oro nella 4x50m misti argento nei 50m dorso e bronzo nei 100m dorso.